# Wattens

Wattens é um município da Áustria, localizado no distrito de Innsbruck-Land, no estado federado do Tirol. Wattens  é sede da empresa de cristalaria Swarovski , fundada por Daniel Swarovski que atrai visitantes de todo o mundo por causa das exposições de cristais. 
Outros museus são o museu da máquina de escrever  e o Museu Wattens, O Museu Wattens é dedicado à história de  Swarovski, Wattenspapier e de Escavação (Pré-História, antiguidades clássicas em Volders, Wattens e Fritzens.
Outra importante fábrica é Wattenspapier. Foi fundada em 1559. A companhia produz papel de tabaco exportando 97% da sua produção para 90 países.
Foi o berço de Jakob Gapp e Petra Frey.

## Esportes
A cidade é casa do WSG Wattens, equipe de futebol que disputa atualmente a Bundesliga. Como o estádio da cidade (Gernot Langes Stadion) não atende às regras da Federação, o time manda seus jogos no momento no Tivoli Stadion, em Innsbruck, enquanto reforma o antigo campo para poder receber partidas a partir de 2021.

## Galeria

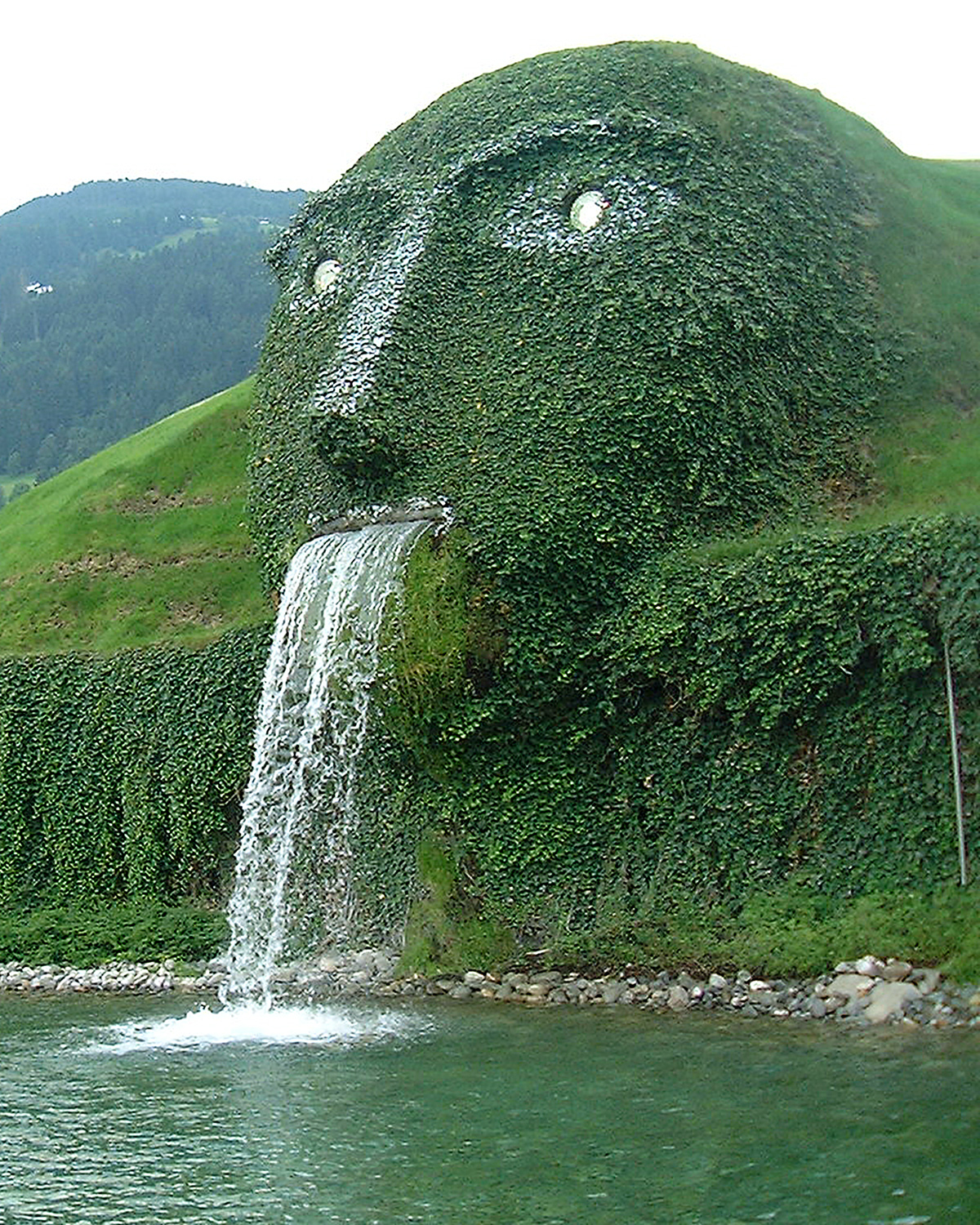
Fonte de Slonecker na empresa de Sawarovski.
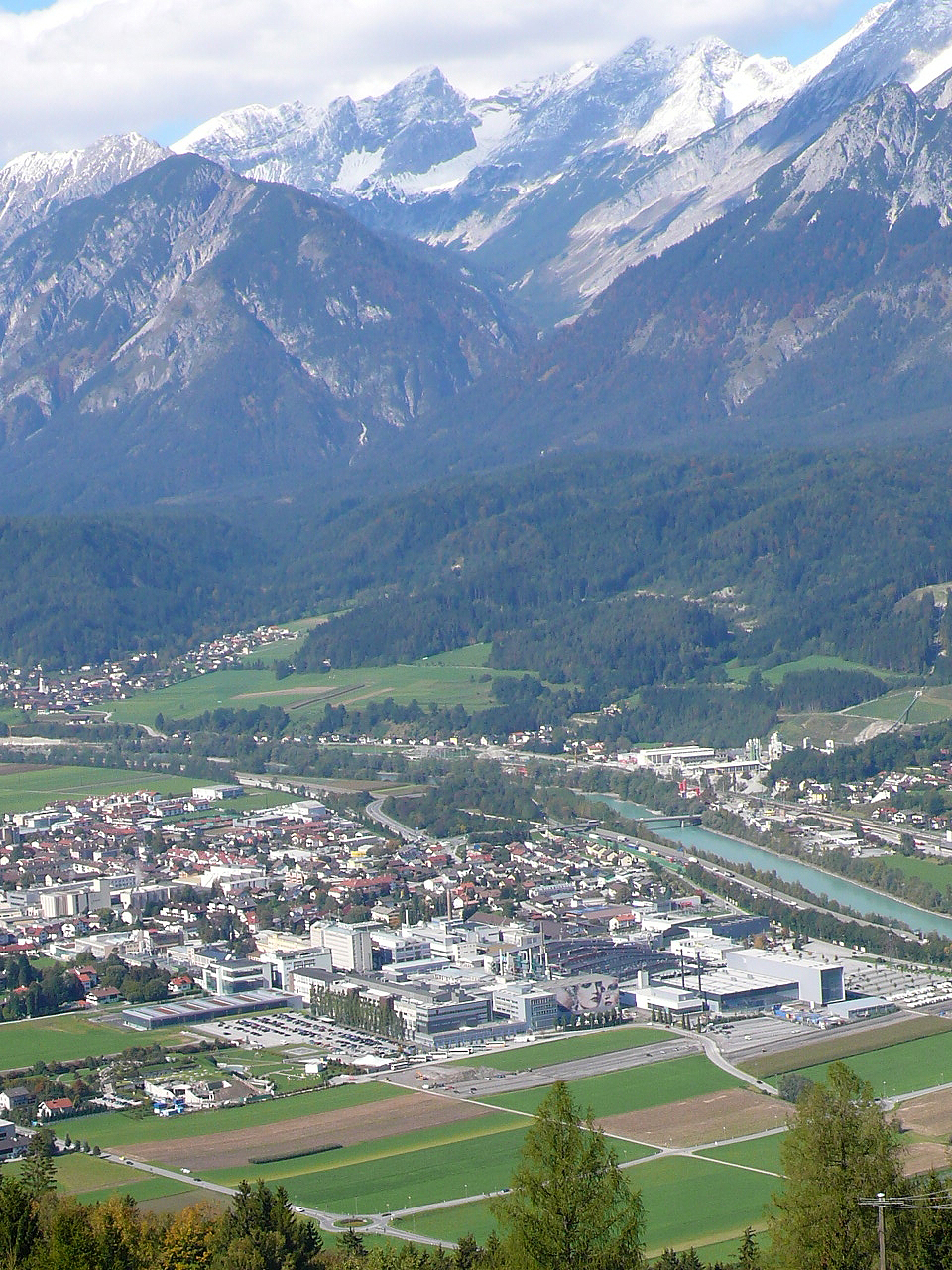
Sede da empresa Swarovski.
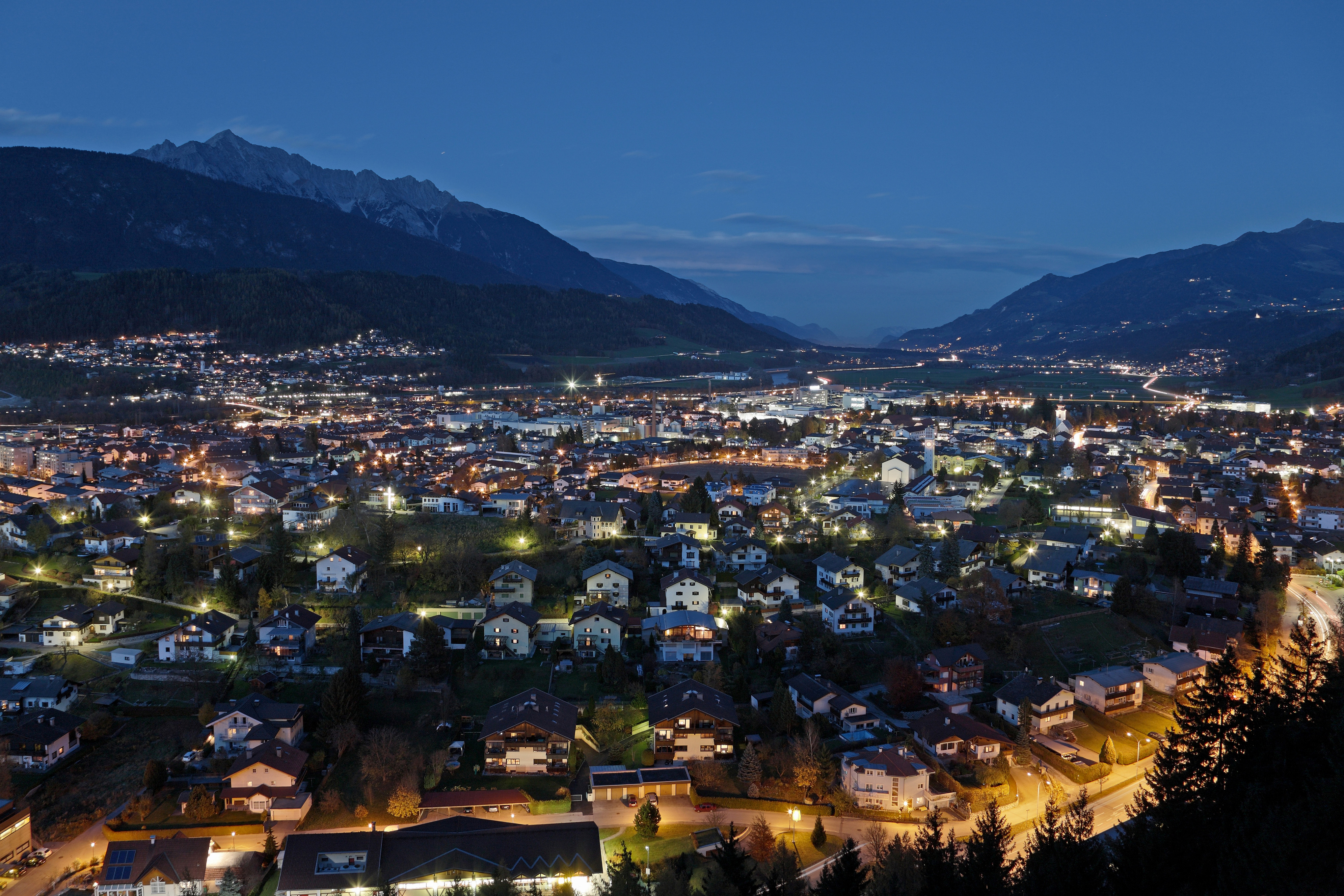
Vista noturna de Wattens